# Rammluftturbin

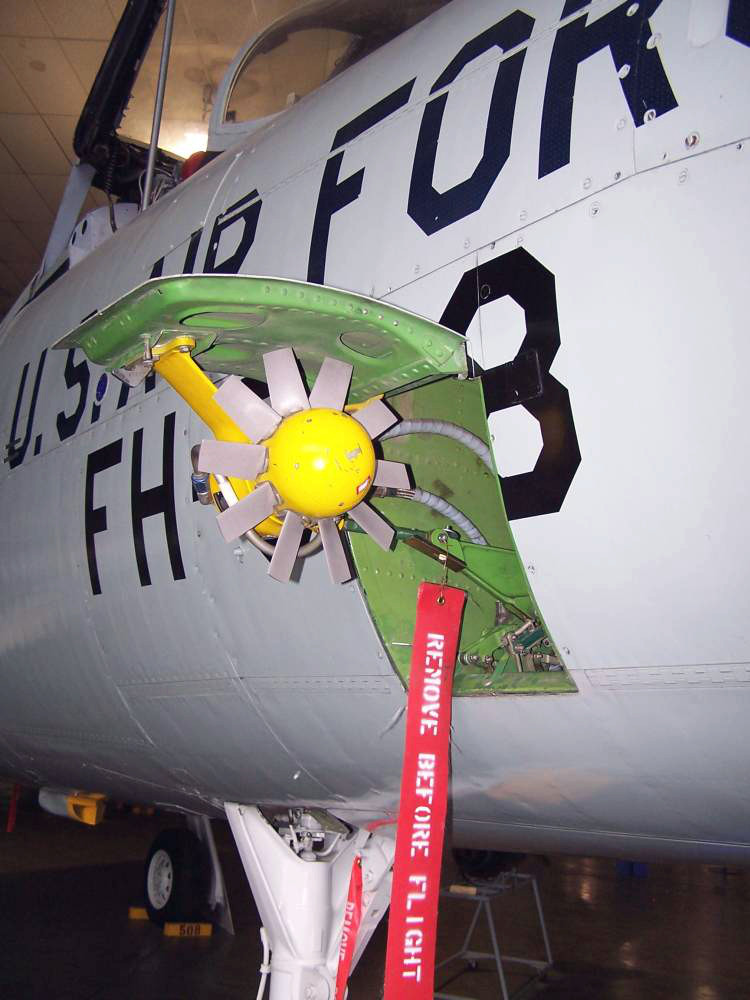
En rammluftturbinen monterad på en F-105 Thunderchief.

Schema över en rammluftturbin.

Rammluftturbin (engelska: ram air turbine, kort RAT) fordonsmonterad vindturbin som drivs av fartvinden under fordonets gång. Typen tillämpas främst inom luftfart och dylikt för att förse bevingade flygfarkoster med hydraultryck och elkraft, speciellt inför fall där fordonets motorer stannat under flygning. De tillhör ofta nödgeneratorn hos ett flygplan och kallas därför även ibland nödturbin. På vissa militära flygplan, exempelvis Saab 37 Viggen, används rammluftturbinen vid start och landning för att piloten ska kunna manövrera planet vid motorbortfall på låg höjd.
Rammluftturbinen på flygplan sitter ofta bakom en lucka under flygplanskroppen eller under en vinge och fälls ut vid behov eller strömbortfall. Fartvinden får turbinen att rotera och driver en hydraulpump, som ger tryck till delar av planets hydraulsystem. Hydraulpumpen driver även en generator som förser planet med elektricitet. Med undantag för vissa exempel, en rammluftturbin klarar traditionellt inte av att driva alla el- och hydraulsystem på en flygfarkost och är därför ofta konstruerad för att enbart generera tillräckligt med kraft för att farkosten ska kunna genomföra en nödlandning vid motorbortfall. Ofta används ett hjälpkraftaggregat (engelska: auxiliary power unit, APU) för att förse planet med el och hydraultryck vid motorbortfall, men det tar allt från några sekunder till flera minuter att starta och fungerar bara om planet har bränsle kvar.
Vid ett par olyckor har rammluftturbinen hos flygplan förmodligen varit räddningen för många ombord, bland annat vid en nödlandning på Azorerna med en Airbus A330, en Boeing 767 i Kanada, Air Canada Flight 143), och under en flygplanskapning med en Boeing 767 utanför Komorerna. Vid alla dessa tre tillfällen tog bränslet slut. Även den Boeing 787, som under en testflygning nödlandade i Laredo, Texas i november 2010, använde rammluftturbin.